# Ecgfrith
|  | Aquest article tracta sobre el rei de Mèrcia a finals del segle VIII. Si cerqueu el rei de Deira i Northúmbria a finals del segle VII, vegeu «Egfrid». |

Ecgfrith fou el rei de Mèrcia a la mort del seu pare, el poderós Offa, el 29 de juliol del 796. El seu regnat va ser curt, ja que uns mesos després va emmalaltir greument i es va morir. Uns anys abans de morir el seu pare, el 787, Ecgfrith va ser consagrat com a rei, la primera cerimònia d'aquest tipus que es va fer a Anglaterra, probablement ideada per Offa a imitació de la que havia fet el papa amb el fill de Carlemany l'any 781.
Segons diu a la Crònica de Croyland: «[Ecgfrith] va ser atacat per una malaltia i va deixar aquesta vida». El seu regnat va durar 141 dies.
A Ecgfrith li va succeir un parent llunyà, Cœnwulf, potser perquè Offa va arranjar la mort dels parents propers amb l'objectiu d'eliminar rivals dinàstics al seu fill. En una carta escrita per Alcuí de York, un diaca i mestre que va passar més d'una dècada a la cort de Carlemany i va ser conseller del rei franc, es diu que: «El més noble dels joves no ha mort pels seus pecats, però la venjança per la sang que el pare va fer vessar ha arribat al fill. Perquè tu ja saps quanta sang va fer vessar el seu pare per assegurar el regne al seu fill.» I més endavant afegia: «Això no va ser una amenaça per al regne, sinó la seva ruïna.»